# グツェンホーフェン飛行場
グツェンホーフェン飛行場（オランダ語: Vliegveld Goetsenhoven）は、ベルギー王国フラームス＝ブラバント州グツェンホーフェンに所在する元軍用飛行場。ブリュッセルから東南東約42kmの位置にある。
飛行場はベルギー航空構成部隊の飛行学生用の施設が置かれ、6機に軽飛行機（パイパー L21B スーパーカブ）やグライダー（シュライヒャー K8）が配備されている。

## 歴史
グツェンホーフェン飛行場は初期のベルギー陸軍航空隊が保有する飛行場の一つであった。1922年に未舗装飛行場として建設され、観測機第2群が使用し10機のアンサルド A.300もしくはエアコー DH.9が配備されていた。
1939年11月1日、戦時増強の一環としてイギリス製の航空機フェアリー フォックスが導入され第2航空連隊（制空戦闘）の一部として第3飛行隊、第5飛行隊、第7飛行隊が飛行場に置かれた。グツェンホーフェン飛行場にはベルギー軍航空隊の基礎操縦士訓練学校も開かれスタンペ SV.4が配備されていた。

### 第二次世界大戦
1940年5月10日にナチス・ドイツ空軍の攻撃によって数人の死者を出し、侵攻から1、2日以内にナチス・ドイツ地上部隊によって占領されるおそれがあった。ナチス・ドイツ空軍の攻撃から難を逃れた残余の航空機は直ちに退却する必要があった。結局、残余部隊はフランスに避難した。
ナチス・ドイツの占領間はドイツ国防軍空軍によって予備飛行場として使用された、小規模な部隊も配置はされなかった。
1944年10月下旬にアメリカ陸軍航空軍第9空軍はマーチン B-26爆撃機9機とリパブリック P-47戦闘機7機で500ポンド爆弾による爆撃と機銃による掃討を敢行した。連合国軍の地上部隊は10月20日ごろ到着する。
戦闘終了後、戦闘任務継続のために第862飛行場工兵大隊が滑走用鋼板を迅速に敷設し施設のいくつかを復旧した。10月26日には飛行場は作戦準備完了となり「Y－10」前進飛行場に指定され、その後「ル・キュロ東飛行場（Le Culot）」の名称が与えられた。
開設直後、東へ侵攻する連合国軍地上部隊を支援するため12月20まで第9空軍第371戦闘機群のP-47戦闘機が飛行場を使用した。アメリカ軍の戦闘部隊が退出した後にはダグラス C-47輸送機のための輸送飛行場となった。これは前線の部隊に対しての補給や死傷者の後送に従事し飛行場はアメリカ軍の統制下にあった。
戦後、1945年6月25日にベルギーの管理下に返還された。

### 戦後
戦後、鋼板は除去され戦前と同じ草地の飛行場として再生された。1950年に基本飛行学校の開設に伴い飛行場は再開される。1969年から飛行訓練でSIAI-マルケッティアエルマッキ SF-260が使用される。また、2本の滑走路は草地から全天候対応のアスファルトに改装された。
1996年にベルギー空軍の飛行訓練はボーヴシェン空軍基地に集約され、グツェンホーフェン飛行場の軍事利用は正式に終了する。
週末にはESSの他に、地方飛行クラブや凧揚げに利用される。そして、ESSの終了によりグライダーや軽飛行機に使用される。この他に、飛行場では若いサイクリストのレーニングのためにオリンピア・ティオンス・ヴィリー学校（Olympia Tiense Wielerschool）が使用する場合は離着陸が不能となる。
現在、滑走路の他に2つの大きな格納庫と2、3の建造物がある。格納庫の後ろに旧空軍基地があった。戦後再建されて1996年に閉鎖されるまで現役にあったが、その大半は老朽化している。

## 配置部隊
- 第1航空団 MCVZ/CMVV[7]
  - 飛行教育隊